# Phenacorhamdia macarenensis
Phenacorhamdia macarenensis är en fiskart som beskrevs av Dahl, 1961. Phenacorhamdia macarenensis ingår i släktet Phenacorhamdia och familjen Heptapteridae. Inga underarter finns listade i Catalogue of Life.